# Olympische Sommerspiele 2012/Teilnehmer (Tschad)
| Gelbes Symbol für Goldmedaillen mit stilisierten Olympischen Ringen | Graues Symbol für Silbermedaillen mit stilisierten Olympischen Ringen | Braundes Symbol für Bronzemedaillen mit stilisierten Olympischen Ringen |
| ------------------------------------------------------------------- | --------------------------------------------------------------------- | ----------------------------------------------------------------------- |
| —                                                                   | —                                                                     | —                                                                       |

Tschad nahm in London an den Olympischen Spielen 2012 teil. Es war die insgesamt elfte Teilnahme an Olympischen Sommerspielen. Vom Comité Olympique et Sportif Tchadien wurden zwei Athleten in zwei Sportarten nominiert.
Fahnenträgerin bei der Eröffnungsfeier war die Judoka Carine Ngarlemdana.

## Teilnehmer nach Sportart

### Judo
| Frauen             |                  |           |          |    |
| Carine Ngarlemdana | Klasse bis 70 kg | S. Conway | 0002-111 | 17 |

### Leichtathletik
| Athleten                     | Wettbewerb | Vorlauf | Vorlauf | Halbfinale | Halbfinale | Finale | Finale | Rang |
| Athleten                     | Wettbewerb | Zeit    | Rang    | Zeit       | Rang       | Zeit   | Rang   | Rang |
| ---------------------------- | ---------- | ------- | ------- | ---------- | ---------- | ------ | ------ | ---- |
| Frauen                       |            |         |         |            |            |        |        |      |
| Hinikissia Albertine Ndikert | 200 m      | 26,01 s | 9       | –          | –          | –      | –      | 51   |